# ホンダ・ZR-V
ZR-V（ゼットアール - ブイ）は、本田技研工業が生産・販売しているクロスオーバーSUVである。

## 概要
本車種は現地時間の2022年4月4日に米国法人のアメリカン・ホンダモーターが発表した3代目北米向けHR-Vが起源である。
この北米向けHR-Vは北米以外の市場へもグローバルに展開されることがアナウンスされ、その翌月に中国における合弁会社である広汽ホンダが公式SNSを通じて、ZR-V（中国名:致在）として世界初公開。日本でも同年7月に先行情報が公開され、同年11月に正式発表された。日本市場に対しては、その翌月に販売を終了した5代目CR-Vの実質的な後継車種となる。
尚、日本仕様車の生産は埼玉製作所完成車工場が担当する。

## デザイン
ヘッドライトは北米仕様・中国仕様・日本仕様いずれも横長形状（日本仕様ではデイタイムランニングランプ付のフルLEDが標準装備される）は共通するものの、大型のフロントグリルは北米仕様や中国仕様ではハニカムデザインであるのに対し、日本仕様では「バーチカル（垂直）・フロントグリル」と呼ばれる縦線を配したデザインに変更されている。

## メカニズム
日本仕様にはハイブリッドモデルとガソリンエンジンモデルの2種類が用意されており、ハイブリッドモデルには11代目シビックe:HEVに採用されている2.0L直噴エンジンLFC型と2モーター内蔵電気式CVTを組み合わせたことで燃料消費率や排出ガスクリーン性能・静粛性と加速性能を両立させる「スポーツe:HEV」を搭載。ガソリンモデルは低速域からの高トルクと高回転までパワーを発揮する高出力を特徴とする1.5L直噴VTEC ターボエンジンであるL15C型を搭載する。ハイブリッドモデル・ガソリンエンジンモデル共に四輪駆動をベースに走行状況に応じて前後の駆動力をきめ細かく制御する「リアルタイムAWD」が設定されている。

## 安全性能
安全面では安全運転支援システム「Honda SENSING」を全タイプに標準装備。ZR-Vでは約100度の有効水平画角を持つ広角カメラと高速画像処理チップで構成され、衝突被害軽減ブレーキ（CMBS）などにおける対象物の検知精度を高めたフロントワイドビューカメラ、近距離における外壁やガラスなどを高精度で検知するソナーセンサー（前後バンパーに4ヶ所ずつ内蔵）、車両の後側方25m以内の車両の接近を検知するレーダー（リアバンパーに内蔵）で構成された最新仕様となり、CMBS、誤発進抑制機能、後方誤発進抑制機能、近距離衝突軽減ブレーキ、歩行者事故軽減ステアリング、路外逸脱抑制機能、渋滞追従機能付アダプティブクルーズコントロール（ACC）、車線維持支援システム（LKAS）、トラフィックジャムアシスト（渋滞運転支援機能）、先行車発進お知らせ機能、標識認識機能、オートハイビーム、ブラインドスポットインフォメーション、パーキングセンサーシステムに、タイプ別装備となるアダプティブドライビングビームと後退出庫サポートを加えた16の機能で構成されている。
また、滑りやすい急な下り坂や荒れた急勾配の道などにワンボタンで約3km/h～約20km/hの低速間で設定された車速をキープし、ブレーキの踏み過ぎによるスリップを低減することでステアリング操作に集中することが可能なヒルディセントコントロールや走行時のステアリング操作に応じて居眠り運転や不注意運転を検知し、マルチインフォメーション・ディスプレイ内のレベル表示や音とステアリングの振動により休憩を促すドライバー注意力モニターを備えている。

## 年表
- 2022年
  - 4月4日 - 米国法人であるアメリカン・ホンダモーターが、ZR-Vの北米仕様車にあたる、新型HR-Vを発表[4]。
  - 5月5日 - 広汽ホンダが公式SNSを通じて新型SUV「ZR-V」を世界初公開[2]。
  - 7月14日 - 日本で特設サイト（ティザーサイト）を開設し、情報を先行公開したことを発表。日本では秋の発売予定で、同年9月に先行予約の受付を開始する予定であることも発表された[5]。
  - 8月30日 - 広汽本田汽車が、「ZR-V（中国名:致在）」発売した[6]。
  - 9月6日 - ホンダが、日本での発売を2023年春に延期すると発表した[7]。
  - 9月8日 -  日本仕様のティザーサイトを更新し、純正アクセサリーの先行予約を開始した[8]。
  - 11月17日 - 日本仕様が公式発表され、同時に発売日を2023年4月21日とすることも発表された[9]。
    - 日本仕様では、普及仕様の「X」と上級仕様の「Z」の2タイプが設定され、e:HEVモデルは「e:HEV X」と「e:HEV Z」として設定される。「Z」・「e:HEV Z」はHonda CONNECTディスプレー+ETC2.0車載器〈ナビゲーション連動〉、BOSEプレミアムサウンドシステム（12スピーカー）、運転席8ウェイ+助手席4ウェイパワーシート、ドライビングポジションシステム、ステアリングヒーター、LEDテールゲートランプ、ステンレス製スポーツペダル、ビルトインエキパイフィニッシャーなどが追加される。
    - ボディカラーはプラチナホワイト・パール、スーパープラチナグレー・メタリック、クリスタルブラック・パール、プレミアムクリスタルブルー・メタリック、ミッドナイトブルービーム・メタリックに、新規色のプレミアムクリスタルガーネット・メタリックとノルディックフォレスト・パールを加えた全7色が設定される（ノルディックフォレスト・パールとクリスタルブラック・パール以外は有料色）。
- 2023年10月12日 - 2024年夏発売予定の日本仕様の特別仕様車「BLACK STYLE」に関する製品情報をホームページ上に公開し、先行受注を開始したことを発表した[10]。
- 2024年6月3日 - 原材料価格や物流費などの高騰により、7月4日よりN-WGN、N-ONE、ステップワゴンと共に日本仕様車の価格改定を行うことを発表。特別仕様車の「BLACK STYLE」を含め、全タイプ一律で現行価格より15.95万円（10%の消費税込）値上げされる[11]。ボディカラーからプレミアムクリスタルブルー・メタリックが廃止となった。併せて一部改修があり、後席のUSBポートがタイプAからタイプCに変更になっている。
- 2025年5月19日 - 日本仕様の一部改良を発表（7月3日発売、5月29日より受注開始）[12]。11代目シビック「RS」や3代目フリードから順次適用されているクリア材を変更した新たな外装塗装を採用。また、価格が改定され、特別仕様車の「BLACK STYLE」を含め、全タイプ一律75,900円（10%の消費税込）値上げされる。